# Melnîkivka, Smila
Melnîkivka (în ucraineană Мельниківка) este o comună în raionul Smila, regiunea Cerkasî, Ucraina, formată numai din satul de reședință.

## Demografie
Componența lingvistică a comunei Melnîkivka
     Ucraineană (98,9%)
     Alte limbi (1,1%)
Conform recensământului din 2001, majoritatea populației comunei Melnîkivka era vorbitoare de ucraineană (98,9%), existând în minoritate și vorbitori de alte limbi.